# Saint-Plancard
Saint-Plancard (em occitano:  Sent Blancat) é uma comuna francesa na região administrativa da Occitânia, no departamento do Alto Garona. Estende-se por uma área de 16.09 km², com 371 habitantes, segundo o censo de 2018, com uma densidade de 23 hab/km².